# Џејмс Сити (Северна Каролина)
Џејмс Сити (енгл. James City) насељено је место без административног статуса у америчкој савезној држави Северна Каролина.

## Демографија
По попису из 2010. године број становника је 5.899, што је 479 (8,8%) становника више него 2000. године.
| Група             | 2000.         | 2010.         |
| Белци             | 4.241 (78,2%) | 4.564 (77,4%) |
| Афроамериканци    | 983 (18,1%)   | 796 (13,5%)   |
| Азијати           | 26 (0,5%)     | 64 (1,1%)     |
| Хиспаноамериканци | 106 (2,0%)    | 347 (5,9%)    |
| Укупно            | 5.420         | 5.899         |